# Gartida di Crotone
Gartida di Crotone (in greco antico: Γαρτιδας?, Gartidas; Crotone, ... – Crotone, ...; fl. VII-VI secolo a.C.) è stato un filosofo greco antico della scuola pitagorica.

## Biografia
Fu conosciuto per essere stato uno dei successori di Pitagora (dopo Aristeo, Mnesarco e Bulagora) alla guida della sua scuola. Di ritorno da un suo soggiorno all'estero, morì in seguito al dolore e all'angoscia subiti per la caduta della sua città natale durante la battaglia dell'Elleporo.
Gli succedette il filosofo lucano Aresa.